# Maria Curcio
Maria Curcio (Napoli, 27 agosto 1920 – Porto, 30 marzo 2009) è stata una pianista e musicologa italiana.

## Biografia
Maria Curcio, pianista classica, è stata una insegnante influente e ricercata. I suoi più illustri allievi sono stati Pierre-Laurent Aimard, Martha Argerich, Barry Douglas, Radu Lupu, e Mitsuko Uchida. Era allieva di Artur Schnabel e ne ha trasmesso l'insegnamento ai suoi allievi.

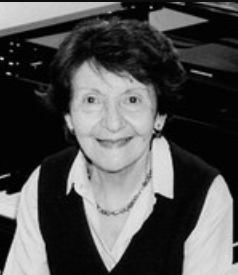
Maria Curcio

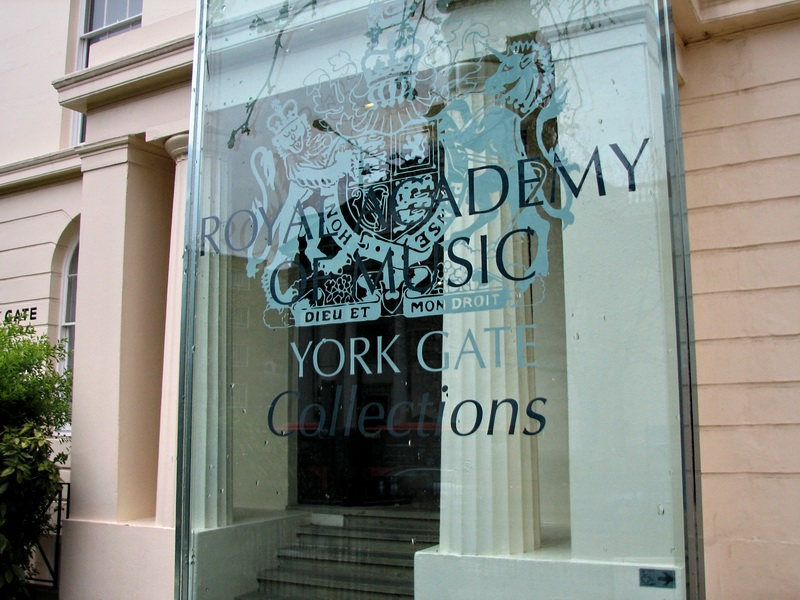
La Royal Academy of Music di Londra

Maria Curcio è nata a Napoli, da padre italiano e da madre brasiliana, che era pianista e che aveva studiato con Ferruccio Busoni.
Maria Curcio suonava il pianoforte dall'età di tre anni e a meno di sette anni fu inviata a Roma, per suonare davanti a Benito Mussolini, ma si rifiutò di farlo.
Non andava a scuola, ma prendeva lezioni a casa, per avere più tempo a disposizione per suonare il suo strumento. Non ha avuto una infanzia serena, perché fu spinta ad accettare troppo presto gravosi impegni e non aveva il tempo per giocare con i suoi amici.
Ottorino Respighi la invitò a suonare a casa sua. Fu accettata dal conservatorio di Napoli all'età di nove anni e si diplomò a quattordici anni. Sua madre fece in modo che potesse studiare con Alfredo Casella e con Carlo Zecchi (allievo d'Artur Schnabel), in Italia e con Nadia Boulanger, a Parigi.
Ha studiato, dall'età di quindici anni, anche con Artur Schnabel, che non aveva l'abitudine di prendere allievi giovani, ma suo figlio Karl Ulrich lo persuase ad ascoltarla e quando l'ebbe ascoltata, scrisse che Maria Curcio era "uno dei più grandi talenti che avessi mai incontrato". Maria Curcio dirà di lui che era stato "come uno choc musicale, che l'aveva segnata per tutta la vitaː un incontro che l'aveva sconvolta". Quando Schnabel era in tournée, prendeva lezioni da Fritz Busch.
Debuttò a Londra nel 1939, ma all'inizio della II Guerra mondiale era ad Amsterdam, dove aveva seguito il segretario di Schnabel, Peter Diamand, e dove si esibì con frequenza.
Durante l'occupazione tedesca dei Paesi Bassi, dal 1940, quando agli ebrei fu proibito di suonare in pubblico, ella rifiutò tutte le offerte, in segno di protesta (Diamand era ebreo).
Diamand è stato per qualche tempo in un campo di concentramento in Olanda, poi è scappato. Lo nascosero ai nazisti in un granaio e in altri luoghi angusti. Maria Curcio fu vittima della malnutrizione e della tubercolosi e non era più in grado di camminare correttamente, né di suonare. La sua carriera era forse terminata. Sposò Peter Diamand nel 1948, ma ebbe bisogno di molti anni di terapia, per ritrovare l'uso corretto delle gambe, delle braccia e delle dita. Wilhelm Furtwängler avrebbe voluto registrare con lei, ma quando morì, nel 1954, ella non aveva ancora recuperato le sue forze.
Finalmente riprese a suonare e collaborò con artisti, come Benjamin Britten, Carlo Maria Giulini, Szymon Goldberg, Otto Klemperer, Josef Krips, Pierre Monteux e Elisabeth Schwarzkopf.
Ha dato il suo ultimo concerto nel 1963.
Si è dedicata poi all'insegnamento e ha dato molte master classes. Ha anche guidato cantanti, su richiesta di Josef Krips, che era direttore dell'Opera dei Paesi Bassi. In quel periodo Peter Diamand fu nominato direttore dell'Edinburgh Festival e si trasferirono in Inghilterra.
È stata membro della giuria del Concorso Internazionale di Pianoforte di Leeds, nel 1966. Nominata professore, fu invitata alla Royal Academy of Music. Ha suonato in privato con Sir Clifford Curzon, che l'aveva presentata a Benjamin Britten e a Peter Pears, nel 1947. Spesso ha suonato a quattro mani con Britten.
Il marito ebbe nel 1965 una relazione con Marlene Dietrich. Maria Curcio e Peter Diamand divorziarono nel 1971.
Maria Curcio ha trascorso gli ultimi anni a Porto, in Portogallo, dove è morta, all'età di 89 anni.

### Media
BBC Scotland ha girato due film su Maria Curcio, negli anni Ottanta: Music in camera : Maria Curcio - Fulfilling a Legacy e Maria Curcio - Piano Teacher.
Un documentario sulla sua vita Musique au-delà du son, è stato realizzato dal suo allievo Douglas Ashley, nel 1993, il quale ha scritto un libro con identico titolo. France Musique Mémoires retrouvées, consacrato a Maria Curcio.

### Allievi
- Suzanne Goyette
- Pierre-Laurent Aimard
- Martha Argerich
- Douglas Ashley
- Michel Block
- Marc Bourdeau
- Evelyne Brancart
- Roberto Bravo
- Angela Brownridge
- Laurent Cabasso
- Jordi Camell
- Judy Chin
- Myung-whun Chung
- Jean-Marie Cottet
- Jean-François Dichamp[4]
- Simone Dinnerstein
- Barry Douglas
- Christopher Elton
- José Feghali
- Leon Fleisher
- Peter Frankl
- Claude Frank

- Frank Glazer
- Anthony Goldstone
- Albert Guinovart
- Jean-François Heisser
- Ian Hobson
- Niel Immelman
- Terence Judd
- Marie-Josèphe Jude
- Angela Kim
- Dalia Lazar (la sua ultima allieva)
- Eric Le Sage
- Radu Lupu
- Massimiliano Mainolfi
- Tessa Nicholson
- Rafael Orozco
- Mathieu Papadiamandis
- Alfredo Perl
- Matthew Schellhorn
- Ignat Solzhenitsyn
- Sebastian Störmer
- Yevgeny Sudbin
- Hugh Tinney
- Geoffrey Tozer
- Mitsuko Uchida